# 빌룬시

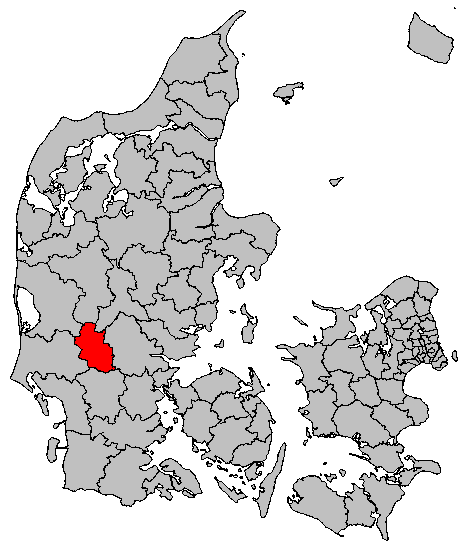
빌룬 시의 위치

빌룬시(덴마크어: Billund Kommune)는 덴마크 남덴마크 지역에 위치한 지방 자치체로 행정 중심지는 그린스테드이며 면적은 540.18km2, 인구는 26,172명(2010년 기준)이다. 윌란반도 중부에 위치하며 지방 자치체에서 가장 큰 도시는 빌룬이다.